# 12-й батальон шуцманшафта
12-й литовский батальон шуцманшафта (нем. 12 Lithuanische Schutzmannschaftsbataillon) — литовское коллаборационистское военизированное формирование времён Второй мировой войны, сотрудничавшее с немецкими оккупационными властями.

## История
Батальон вспомогательной полиции (шуцманшафта) был сформирован 9 августа 1941 года в Каунасе. 12-й батальон вспомогательной полиции выполнял указания немецкого командования: охранял военные объекты, лагеря советских военнопленных, патрулировал, участвовал в Холокосте и карательных операциях против партизан и мирных жителей.
В сентябре-октябре 1941 года коллаборационисты из 12-го батальона охраняли лагерь советских военнопленных в Каунасском и Ионавском районах, сопровождали перевозку пленных в Вилкавишкис. За попытку бегства члены батальона стреляли в пленных без предупреждения. Контакты с гражданским населением были строго запрещены. Под Минском вместе с немцами члены батальона сторожили лагерь Шталаг 352, в котором содержалось около 100 000 пленных красноармейцев. 11-12 сентября 1941 года литовские коллаборационисты и немцы прибыли в деревню Ужусаляй (Ионавский район) для «мести» за нападение на немецких солдат. Были схвачены 200 человек, заподозренных в антинацистском движении. После отбора немцы и литовские полицейские из 12-го батальона расстреляли 48 русских староверов (47 мужчин и 1 женщину).
В октябре-ноябре 1941 года батальон принимал участие в убийствах евреев в окрестностях Минска, Борисова и Слуцка в Белорусской ССР. Под командованием Антанаса Импулявичюса батальон вместе с латышскими, белорусскими коллаборационистами и немецкой армией убили около 55 000 человек, в основном евреев и пленных красноармейцев. Батальон принимал участие в карательных операциях против партизан и мирных жителей на территории Литвы и Белоруссии. В Логойске жертвами коллаборационистов стали 6 партизан и 1 коммунист, в Плещеницах — 52 еврея и 2 партизана.
В сентябре 1942 года вместе с латышскими полицейскими и немцами батальон, потеряв в боях 4 карателей, принимал участие в операции против партизан бригады «Дяди Коли» (Петра Лопатина). Перед началом операции литовские коллаборационисты жителей деревни в подвал здания, который потом сожгли вместе с жителями. В феврале 1944 года 12-й батальон шуцманшафта был соединён с 15-м батальоном. За всё время существования батальон потерял погибшими 34 коллаборациониста.